# NGC 7286
NGC 7286 est une petite galaxie lenticulaire relativement rapprochée et située dans la constellation de Pégase. Sa vitesse par rapport au fond diffus cosmologique est de 673 ± 24 km/s, ce qui correspond à une distance de Hubble de 9,9 ± 0,8 Mpc (∼32,3 millions d'al). NGC 7286 a été découverte par l'astronome britannique John Herschel en 1828.
NGC 7286 présente une large raie HI. Selon la base de données Simbad, NGC 7286 est une galaxie candidate au titre de galaxie active
À ce jour, quatre mesures non basées sur le décalage vers le rouge (redshift) donnent une distance de 20,450 ± 3,181 Mpc (∼66,7 millions d'al), ce qui est nettement à l'extérieur des valeurs de la distance de Hubble. Puisque cette galaxie est relativement rapprochée du Groupe local, cette distance est peut-être plus près de sa distance réelle que la distance de Hubble, mais notons que c'est avec la valeur moyenne des mesures indépendantes, lorsqu'elles existent, que la base de données NASA/IPAC calcule le diamètre d'une galaxie et qu'en conséquence le diamètre de NGC 7286 pourrait être d'environ 5,1 kpc (∼16 600 al) si on utilisait la distance de Hubble pour le calculer.